# مادر خوب (فیلم ۲۰۲۳)
مادر خوب (به انگلیسی: The Good Mother) یک فیلم دلهره‌آور و جنایی آمریکایی محصول سال ۲۰۲۳ به کارگردانی مایلز جوریس-پیرافیت و نویسندگی مشترک با مدیسون هریسون است. در این فیلم هیلاری سوانک، اولیویا کوک، جک رینور و هاپر پن به ایفای نقش پرداخته‌اند.
این فیلم توسط ورتیکال انترتینمنت در ۱ سپتامبر ۲۰۲۳ منتشر شد.

## داستان
پس از قتل پسرش، روزنامه‌نگار ماریسا بنینگز با دوست دختر باردار خود اتحاد غیرمعمولی را برای ردیابی کسانی که مسئول مرگ او بودند تشکیل می‌دهد. آنها با هم، با قلمروی از مواد مخدر و عدم صداقت در شهر آلبانی، نیویورک روبرو می‌شوند و مکاشفه‌ای عمیق‌تر و شوم‌تر را کشف می‌کنند.

## تولید
فیلمبرداری از ژوئن تا ژوئیه ۲۰۲۲ در آلبانی، نیویورک انجام شد.

## بازخوردها
- تخمین زده می‌شود که این فیلم در ۴۱۹ سالن سینما در چهار روز اول ۳۶۷ هزار دلار درآمد داشته باشد.[۵]
- در وب‌سایت جمع‌آوری نقد راتن تومیتوز از ۴۵ نقد منتقد، با میانگین امتیاز ۴٫۸ از ۱۰ مثبت هستند. اجماع این وب‌سایت می‌گوید: «مادر خوب دارای پتانسیل دراماتیک، بازیگران بااستعداد است و به موضوعات مهمی می‌پردازد - اما هیچ‌کدام از اینها برای جبران داستان وحشتناک فیلم کافی نیست.»
- در متاکریتیک این فیلم بر اساس رای ۱۲ منتقد، امتیاز ۴۵ از ۱۰۰ را نشان می‌دهد که نشان‌دهنده «نقدهای مختلط یا متوسط» است.